# Cylindropuntia imbricata
Cylindropuntia imbricata är en kaktusväxtart som först beskrevs av Adrian Hardy Haworth, och fick sitt nu gällande namn av F.M. Knuth. Cylindropuntia imbricata ingår i släktet Cylindropuntia, och familjen kaktusväxter. Arten finns på friland på Skånes östkust. 

## Underarter
Arten delas in i följande underarter:
- C. i. argentea
- C. i. imbricata

## Bildgalleri

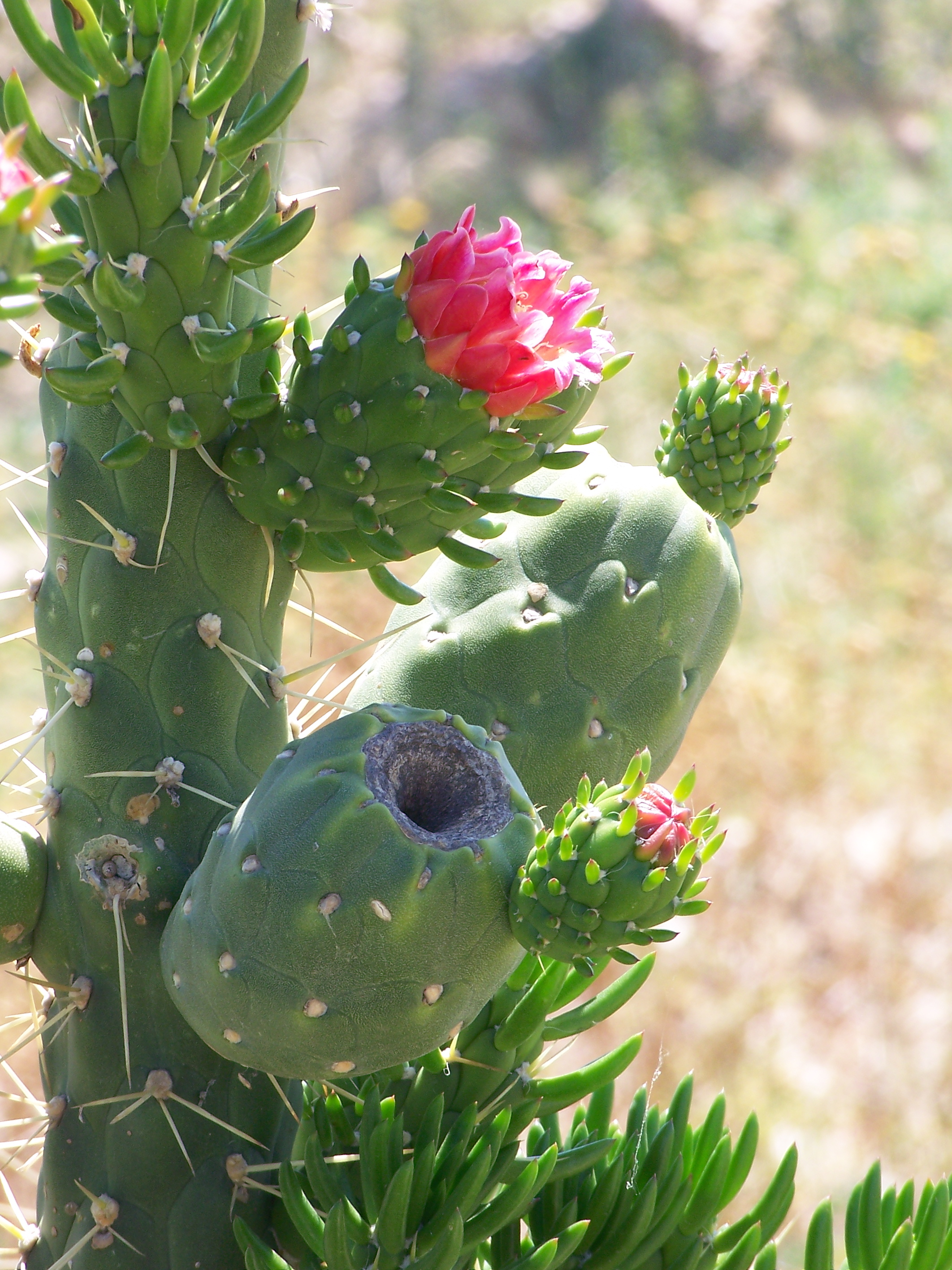
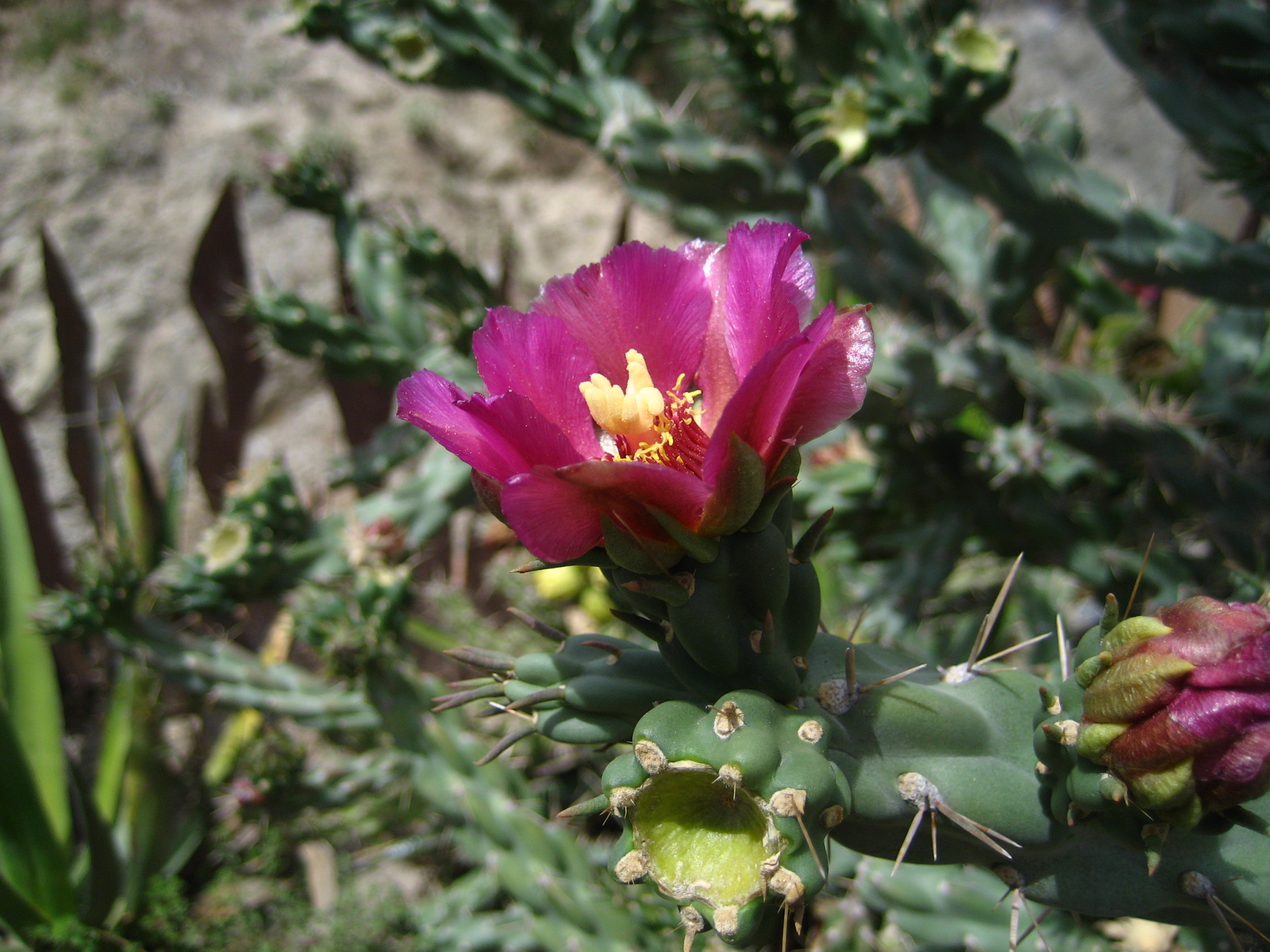
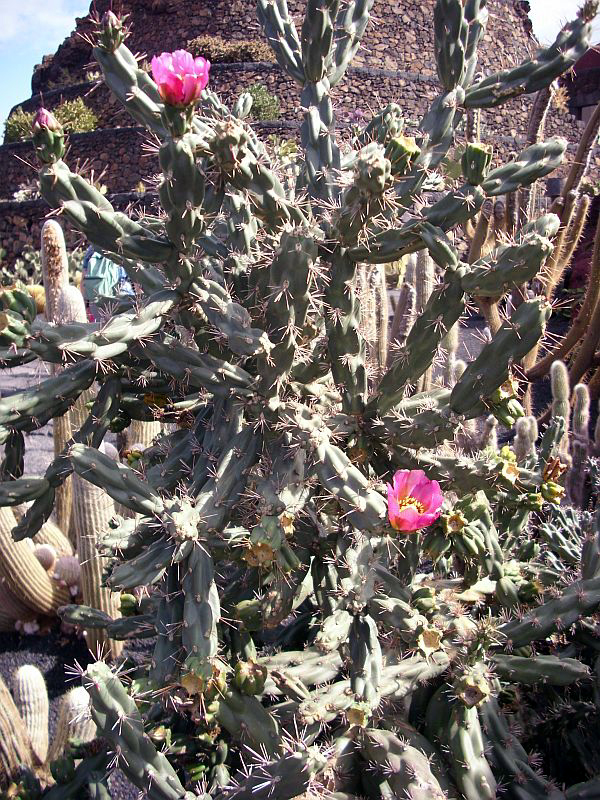
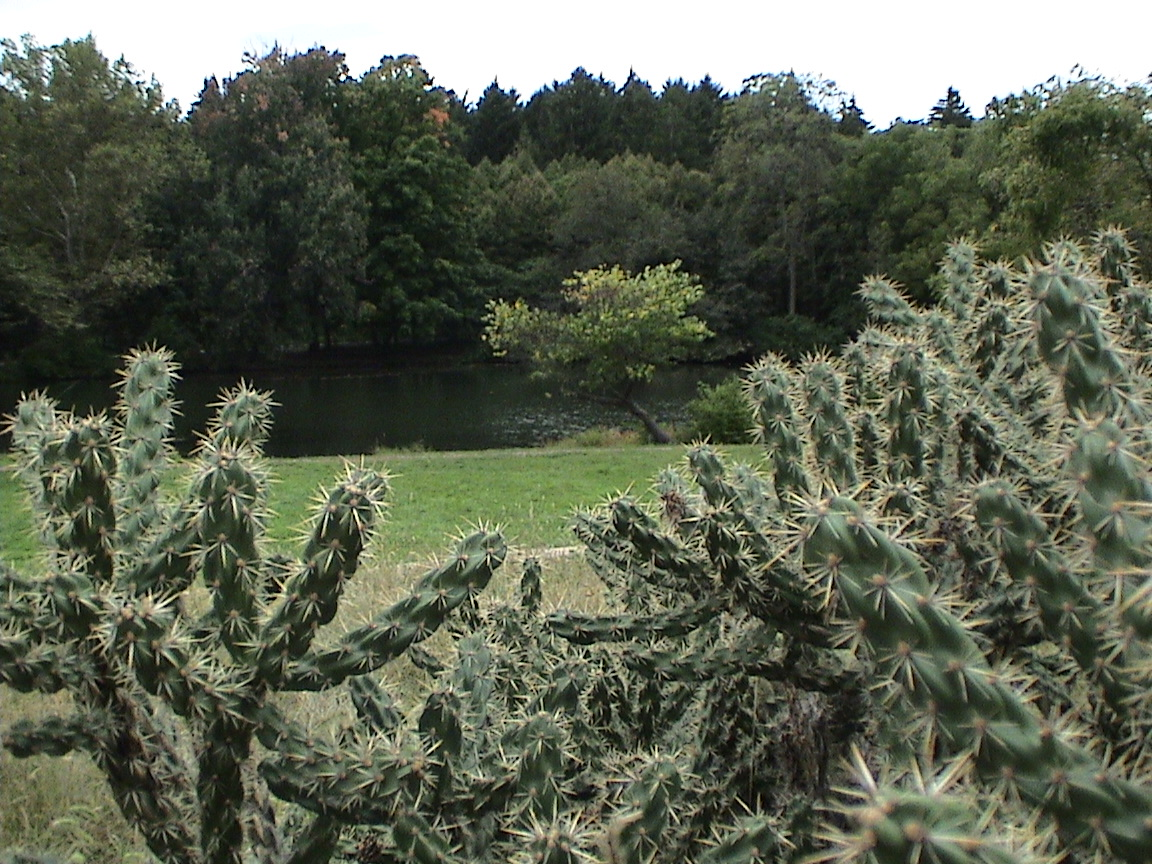
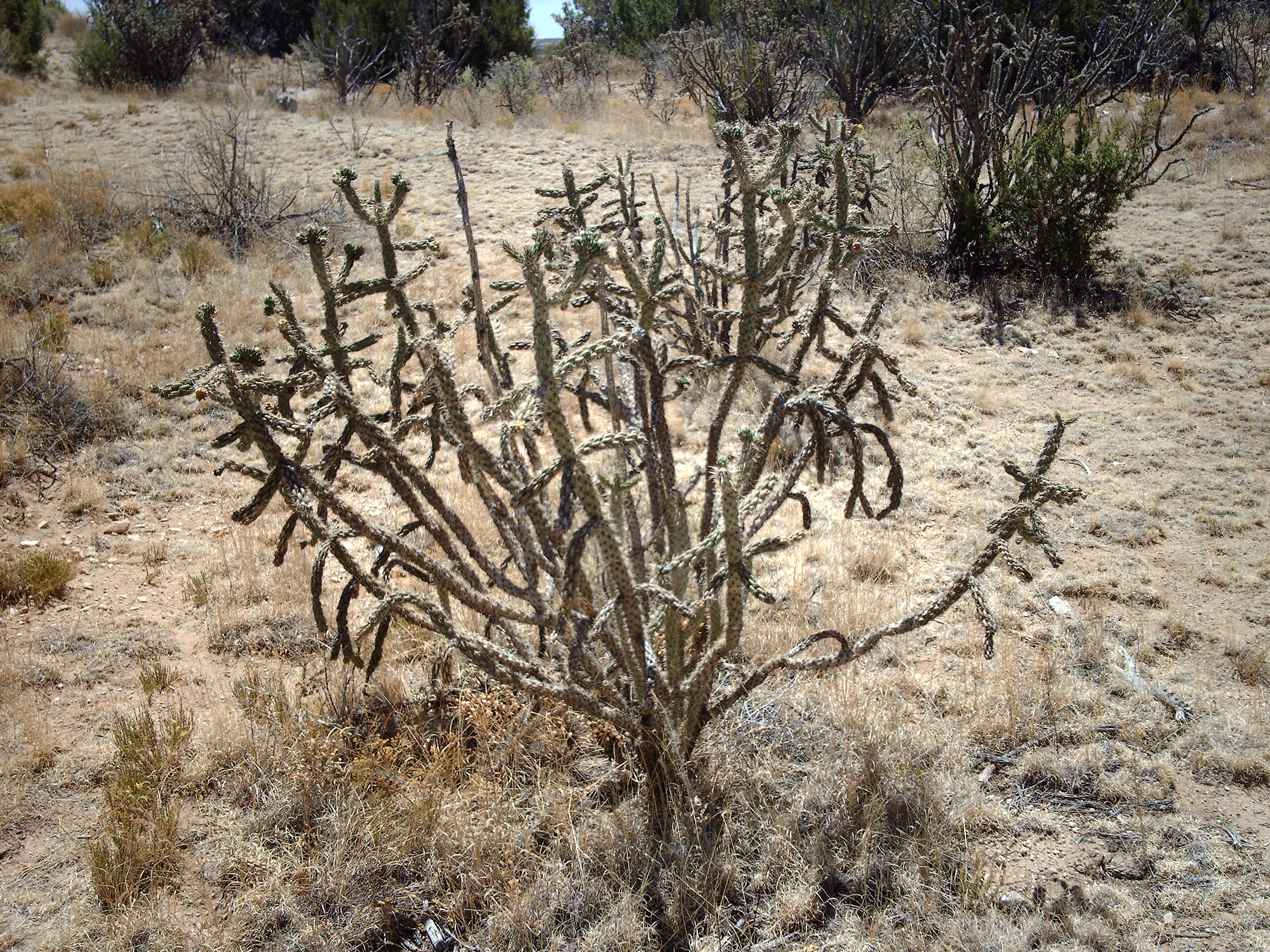
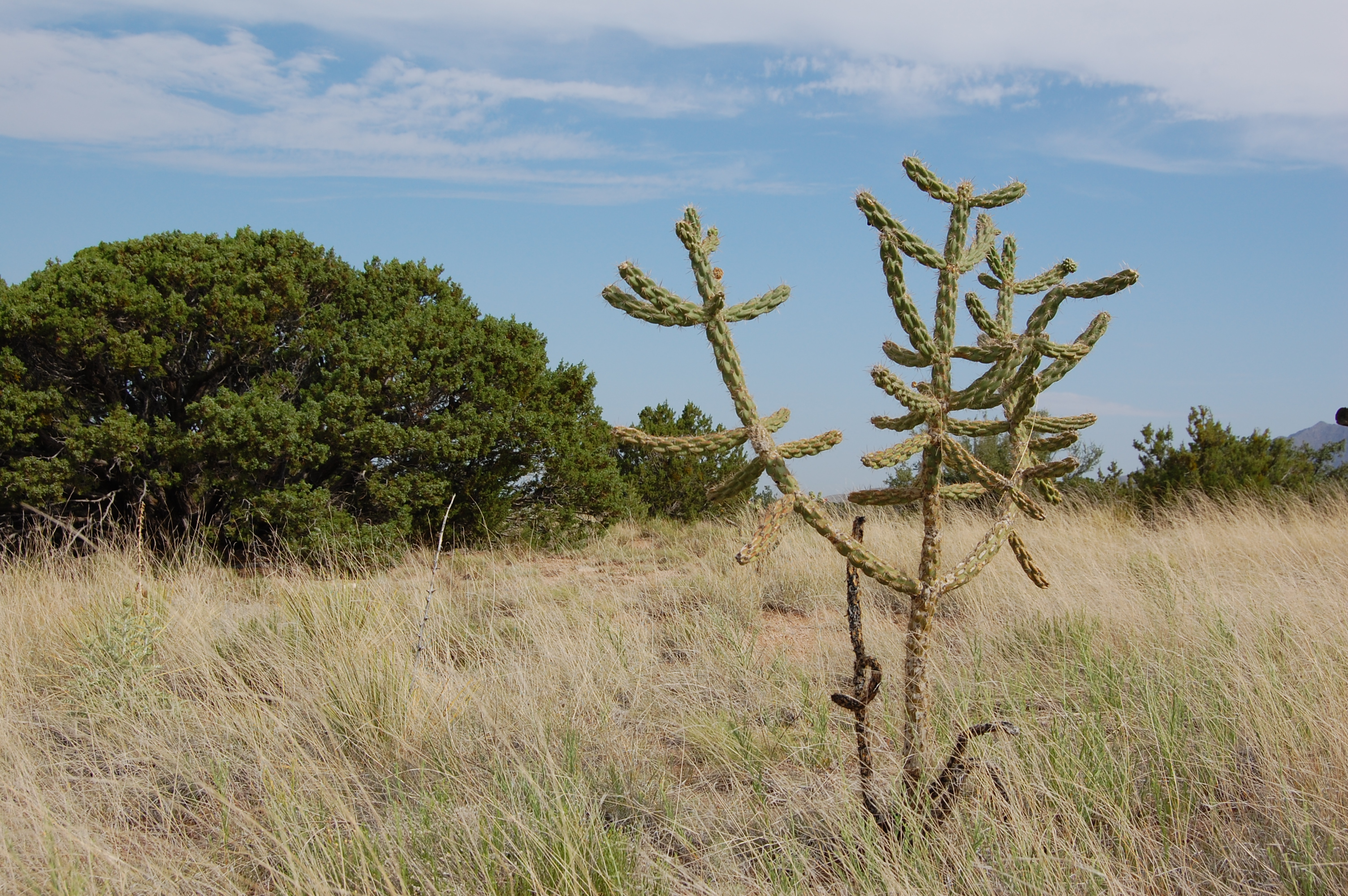